# Myerstown
Myerstown es un borough ubicado en el condado de Lebanon en el estado estadounidense de Pensilvania. En el año 2000 tenía una población de 3,171 habitantes y una densidad poblacional de 1,374.2 personas por km².

## Geografía
Myerstown se encuentra ubicado en las coordenadas 40°22′19″N 76°18′15″O / 40.37194, -76.30417.

## Demografía
Según la Oficina del Censo en 2000 los ingresos medios por hogar en la localidad eran de $36,563 y los ingresos medios por familia eran $45,698. Los hombres tenían unos ingresos medios de $31,985 frente a los $20,684 para las mujeres. La renta per cápita para la localidad era de $17,177. Alrededor del 4.6% de la población estaba por debajo del umbral de pobreza.